# Agrotis pierreti
Agrotis pierreti là một loài bướm đêm trong họ Noctuidae.